# 丹垈オゴリ駅
丹垈オゴリ(新丘大学校)駅（タンデオゴリ(シングだいがっこう)えき）は大韓民国京畿道城南市寿井区新興洞にある、ソウル交通公社8号線の駅である。ちなみにオゴリ(오거리)は韓国語で「五叉路」の意味。駅番号は824。

## 歴史
- 1996年11月23日 - ソウル特別市都市鉄道公社（当時）8号線の駅として開業。
- 2017年5月31日 - ソウル特別市都市鉄道公社とソウルメトロが統合され、ソウル交通公社の駅となる。

## 駅構造

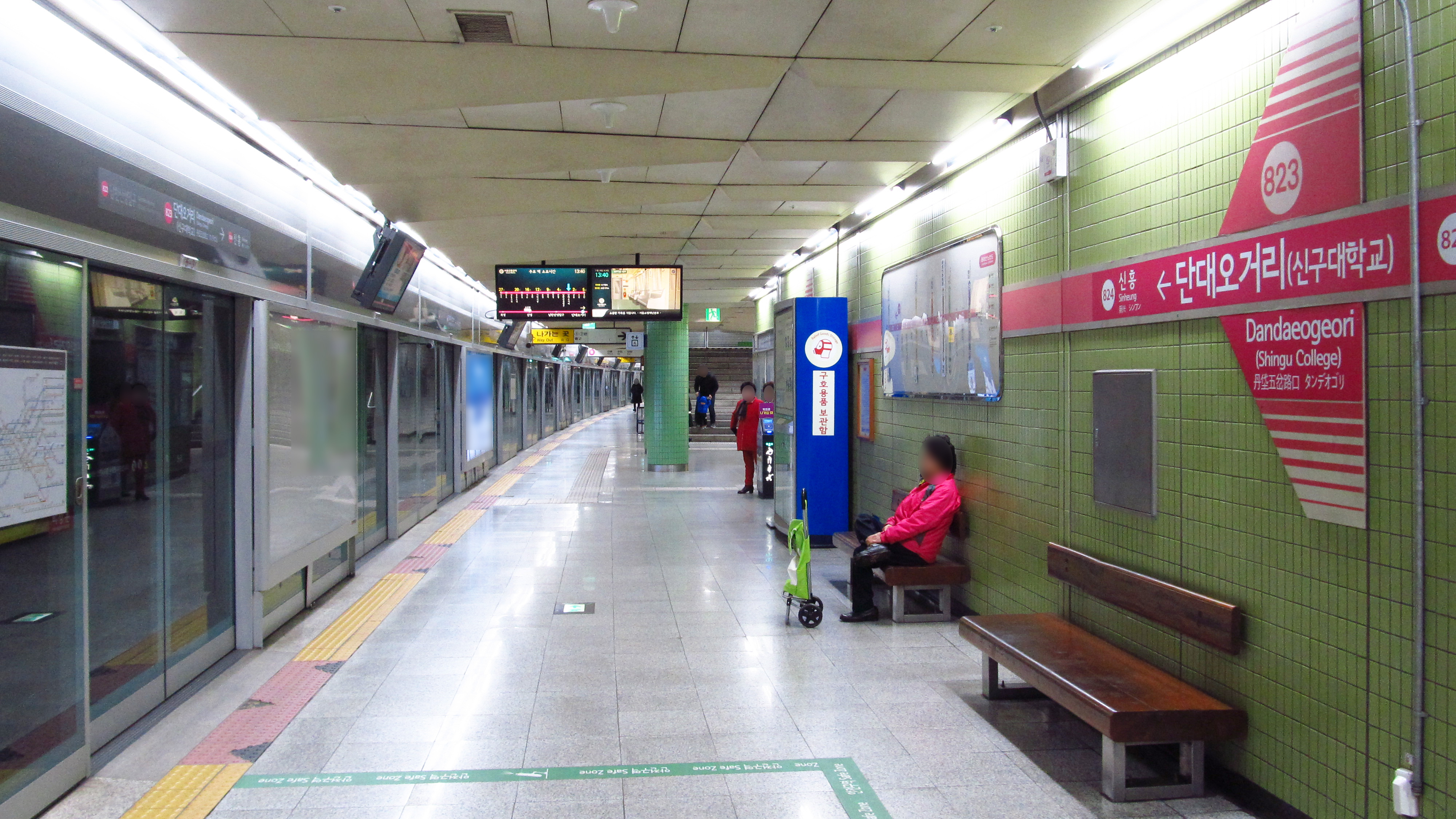
ホーム

相対式ホーム2面2線の地下駅。

### のりば
案内上ののりば番号は設定されていない。 
| 上り | 8号線 | 福井・可楽市場・石村・岩寺・別内方面 |
| 下り | 8号線 | 新興・寿進・牡丹方面                 |

## 利用状況
近年の一日平均利用人員推移は下記の通り。
| 路線  | 路線     | 2000年 | 2001年 | 2002年 | 2003年 | 2004年 | 2005年 | 2006年 | 2007年 | 2008年 | 2009年 | 出典  |
| ----- | -------- | ------ | ------ | ------ | ------ | ------ | ------ | ------ | ------ | ------ | ------ | ----- |
| 8号線 | 乗車人員 | 13,276 | 14,217 | 14,466 | 14,310 | 14,030 | 14,223 | 14,007 | 13,876 | 13,507 | 12,702 | [ 1 ] |
| 8号線 | 降車人員 | 11,836 | 12,551 | 12,484 | 12,334 | 11,876 | 12,229 | 12,150 | 12,078 | 11,792 | 11,164 | [ 1 ] |
| 8号線 | 乗降人員 | 25,112 | 26,768 | 26,950 | 26,644 | 25,906 | 26,452 | 26,157 | 25,953 | 25,299 | 23,866 | [ 1 ] |
| 路線  | 路線     | 2010年 | 2011年 | 2012年 | 2013年 | 2014年 | 2015年 |        |        |        |        | [ 1 ] |
| 8号線 | 乗車人員 | 12,830 | 12,913 | 13,258 | 13,262 | 13,213 | 13,192 |        |        |        |        | [ 1 ] |
| 8号線 | 降車人員 | 11,547 | 11,610 | 12,014 | 12,178 | 12,117 | 12,111 |        |        |        |        | [ 1 ] |
| 8号線 | 乗降人員 | 24,377 | 24,522 | 25,272 | 25,440 | 25,330 | 25,303 |        |        |        |        | [ 1 ] |

## 駅周辺
- KT城南支社
- 京畿道立城南図書館（朝鮮語版）
- 城南総合運動場
- KEBハナ銀行城南支店
- 新韓銀行城南中央支店
- 城南西中学校（朝鮮語版）
- 城南税務署
- 中央洞住民センター

## その他
丹垈オゴリ（タンデオゴリ）という駅の名前から、「檀大」（タンデ）の略称を持つ檀国大学校（タングクだいがっこう）とが関係あると誤解されることがある。しかし、檀国大学校のキャンパスは城南市にはなく、漢字表記も違う。

## 隣の駅
ソウル交通公社
 8号線
南漢山城入口駅 (823) - 丹垈オゴリ駅 (824) - 新興駅 (825)